# سيمونا ليفي
سيمونا ليفي (بالإنجليزية: Simona Levi)‏ هي أمينة متحف وكاتبة مسرحية ومديرة ثقافية وفنانة ومخرجة إسبانية، ولدت في 23 يوليو 1966 في تورينو في إيطاليا.